# Schottenkloster Eichstätt

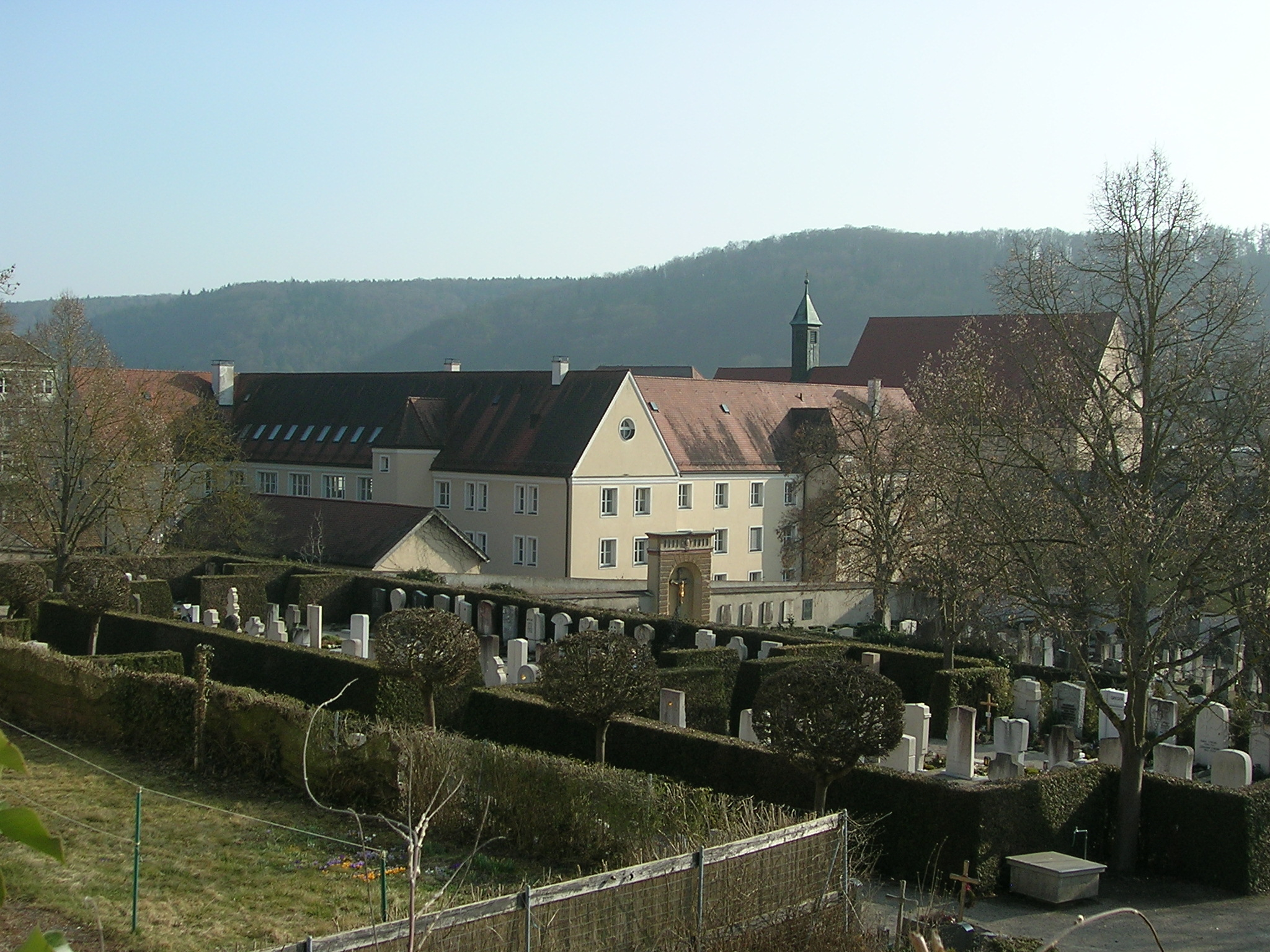
Das ehemalige Kapuzinerkloster in Eichstätt

Das ehemalige Schottenkloster Eichstätt ist ein Kloster der Passionisten in Eichstätt in Bayern in der Diözese Eichstätt. Zuvor war es seit dem 17. Jahrhundert ein Kloster der Kapuziner. In der Klosterkirche befindet sich als bedeutendes archäologisches und kulturhistorisches Denkmal eine romanische Heilig-Grab-Kapelle.

## Geschichte

### Das Schottenkloster
Im Osten der Bischofsstadt Eichstätt, außerhalb der Stadtmauern, siedelten sich Benediktiner aus Irland, „Schottenmönche“ genannt, an, gründeten eine Propstei, betrieben ein Hospital und betreuten durchreisende Pilger vor allem aus ihrer Heimat. Erstmals wird dieses Kloster, ein Tochterkloster von St. Jakob in Regensburg, 1166 urkundlich erwähnt, als Dompropst Walbrun von Rieshofen eine Nachbildung des in Jerusalem verehrten Heiligen Grabes hier errichten und um dieses herum eine Rundkirche „Zum heiligen Kreuz“ erbauen ließ. 1194 wurde sie vom Eichstätter Bischof Otto konsekriert. Das Schottenstift fristete seit dem 14. Jahrhundert ein eher ärmliches Dasein und erlosch im 15. Jahrhundert wegen unzureichender Einkünfte und Nachwuchsmangels (die Schottenklöster nahmen nur Novizen aus der Heimat auf). 1441 entband der Eichstätter Bischof den Propst von der Residenzpflicht, und wenige Jahre später stand das Kloster leer. 1483 hob Papst Sixtus IV. das Schottenkloster per Bulle auf. Die Propstei ging an Weltpriester über. Urkunden von 1441 und 1541 berichten vom Verfall der Kirche. 1566 wurden die Einkünfte der Propstei mit päpstlicher Erlaubnis dem Bischöflichen Seminar zugewiesen.

### Das Heilige Grab

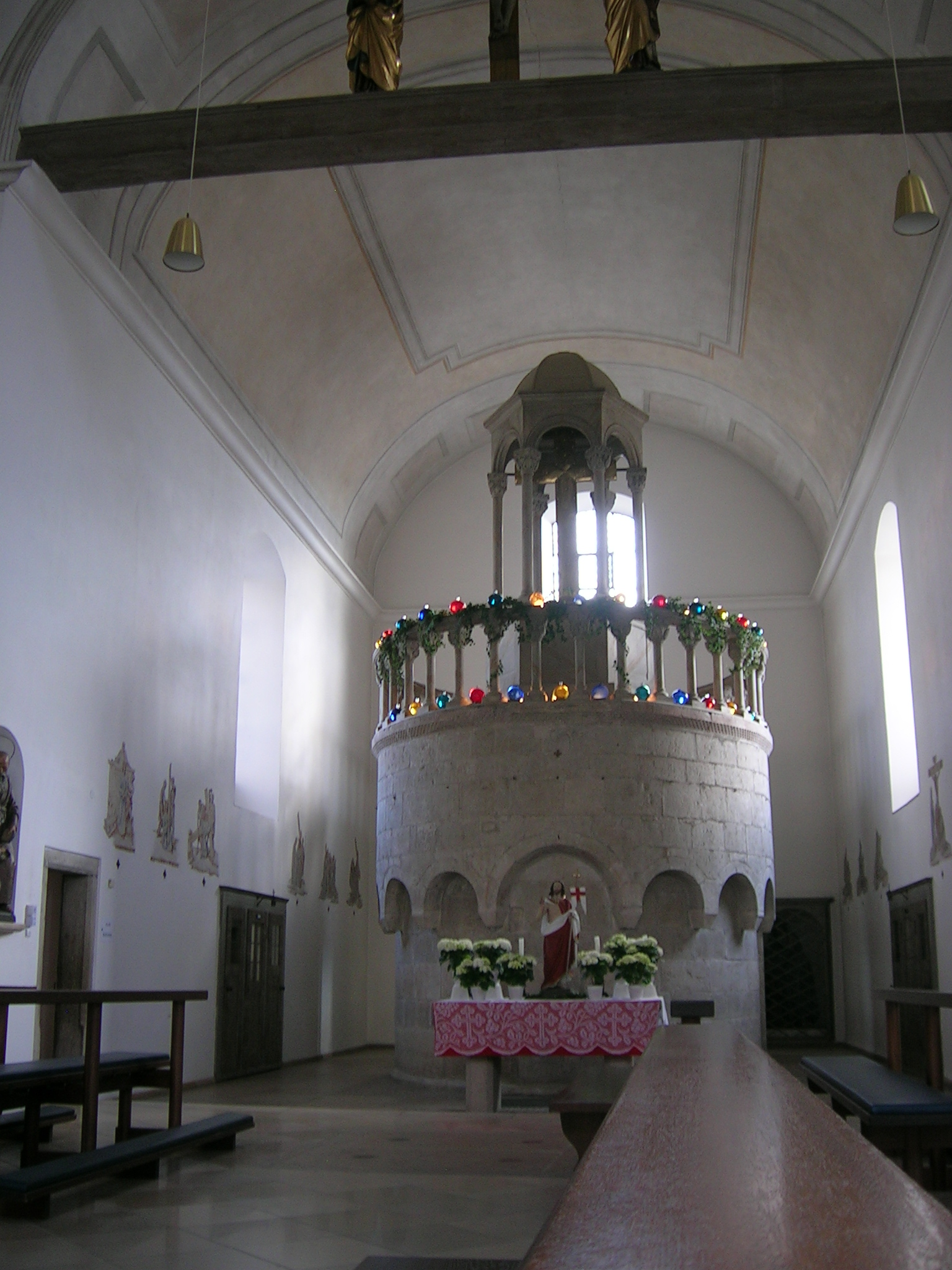
Das Heilige Grab

Es handelt sich bei dem Quaderbau um einen Nachbau des Heiligen Grabes in Jerusalem in der Form, die es ab der Mitte des 12. Jahrhunderts hatte. So berichten Nürnberger Patrizier nach einem Jerusalembesuch 1479, dass das Eichstätter Hl. Grab dem Jerusalemer sehr ähnlich sei. Besonders ist, dass die Gestaltung der Heiliggrabkapelle nicht nur in den Proportionen und der Baugestalt, sondern auch in den Originalmaßen dem Jerusalemer Vorbild entspricht. Neben einer Nachbildung des Christusgrabes beheimatet die Eichstätter Kapuzinerkirche zudem ein Stück des Heiligen Kreuzes. Vielleicht war der Stifter Walbrun selbst Teilnehmer des zweiten Kreuzzuges von 1147 und brachte Abbildungen zur Nachbildung mit.
Der 4,10 Meter hohe Grabbau besteht aus einer nördlich orientierten, im Grundriss ovalen Grabkapelle mit leicht abgeflachter Stirnseite und Rundbogenfries in Mannshöhe, die von Konsolen getragen und nach oben von einem Kranzgesims abgeschlossen wird, das als Schachbrettfries ausgestaltet ist, und einem südlichen viereckigen Vorbau mit drei Eingängen. Im Ovalbau befindet sich die Grabkammer als lichtloser, kreuzgratgewölbter Raum von 2 × 1,45 Metern. Rechts vom Eingang befindet sich als eigentliche Grabesstätte eine 80 cm hohe Steinbank mit drei kreisrunden Frontlöchern, die einen Blick in die hohle leere Grabbank gestatten. Im Vorbau liegt als Steinwürfel ein sogenannter Engelstein. Die Galeriebrüstung auf beiden Bauteilen und die Laterne in Form eines offenen Ziboriums auf dem Ovalbau sind keine ursprünglichen Zutaten, sondern entsprechen der neoromanischen Traditionslinie.
Die Grabanlage wurde wahrscheinlich beim Bau der barocken Klosterkirche abgetragen und mit den originalen Steinen wiedererrichtet.
Das Eichstätter Heilige Grab ist das einzig guterhaltene aus der Zeit der Romanik.

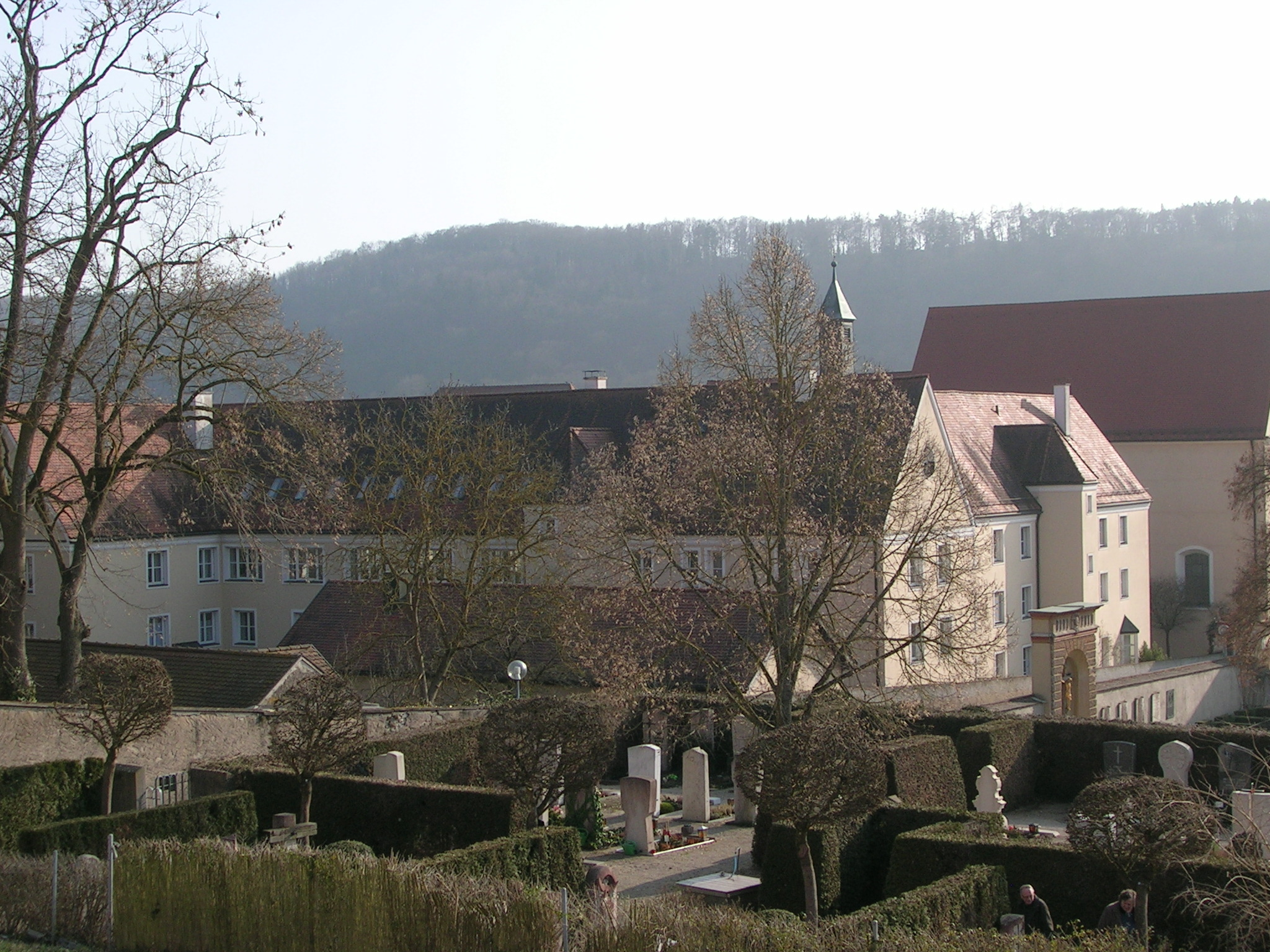
Blick über den Ostenfriedhof auf das Kapuzinerkloster Eichstätt

### Das Kapuzinerkloster
Bereits Fürstbischof Johann Konrad von Gemmingen plante einen Neubau der Kirche und ließ sich von Elias Holl hierzu einen Plan anfertigen, der nicht zur Ausführung kam. Sein Nachfolger, Fürstbischof Johann Christoph von Westerstetten, berief im Zuge der Gegenreformation die Kapuziner nach Eichstätt und erbaute ihnen 1623–1626 eine Kirche, in deren östlichen Seitenkapelle sich seitdem das Heilige Grab befindet.
Im Kloster wohnten in 26 Zellen und fünf weiteren Räumen 30 Kapuziner. Es gruppierte sich gemäß Ordensvorschriften in sehr einfachen Gebäuden um einen flachgedeckten Kreuzgang an der Nordseite der Kirche. Den Lebensunterhalt bestritten die Kapuziner durch Bettelaktionen und mittels einer monatlichen Unterstützung des Ortsbischofs.
Im Dreißigjährigen Krieg wurde das Kloster beim Stadtbrand von 1634 verschont, jedoch forderte die Pest 1627 Opfer. Es blieb bis zur Säkularisation bestehen. 1803 kam das Kloster an Erzherzog Ferdinand von Toskana, der den Fortbestand zusicherte. 1806 wurde es dennoch vom bayerischen Staat als neuen Eigentümer aufgehoben, konnte jedoch als Zentral- und Aussterbekloster der beiden Kapuzinerklöster Eichstätt und Berching weitergeführt werden. 1826 gestattete der bayerische König die Wiederaufnahme von Novizen und sicherte somit die personelle Weiterführung als Studienkloster des Ordens, d. h. die Novizen besuchten (mit Unterbrechung von 1970 bis 78) die Eichstätter Bischöfliche Hochschule. Die Zahl der Patres betrug lange Zeit im 19. Jahrhundert drei bis sechs. 1905 und 1925/26 wurden bauliche Erweiterungen vorgenommen. 1986–1988 erfolgte ein Neubau des Klosters.
Die zuletzt in Eichstätt befindliche Zentralbibliothek der bayerischen Kapuzinerprovinz war ursprünglich in Altötting. Nach Altötting wurden auch die Bestände der etwa 20 seit 1966 in Bayern aufgelösten Kapuzinerklöster verbracht. Nach dem Tod des letzten Altöttinger Bibliothekars 1997 wurde vertraglich zwischen der bayerischen Kapuzinerprovinz, der Stiftung Katholische Universität Eichstätt und dem Freistaat Bayern vereinbart, das diese, zum großen Teil unkatalogisierten Bestände mit denen der weiteren aufgelassenen Kapuzinerklöster Vilsbiburg (1999) und Passau (2000/2002) der Universität Eichstätt übergeben würden. In der Universitätsbibliothek Eichstätt wurden die Bestände von etwa 400.000 Büchern erschlossen und die Ergebnisse 2001/02 in der Ausstellung Die Zentralbibliothek der Bayerischen Kapuziner seit 1999 in Eichstätt – erste Ergebnisse präsentiert. 2009 wurde der Konvent der Kapuziner aufgelöst. Seitdem hat die Katholische Universität Eichstätt-Ingolstadt die Klostergebäude gemietet. Seit 2012 leben in dem Gebäude Brüder des Ordens der Passionisten.

### Bedeutende Kapuziner in Eichstätt
- Pater Viktrizius Weiß (1842–1924), fünfmaliger Provinzial
- Pater Ingbert Naab (1885–1935), ein „Prophet wider den (nationalsozialistischen) Zeitgeist“ (Helmut Witetschek)